# Temporada 2017 del Campeonato Mundial de Supersport
La Temporada 2017 del Campeonato Mundial de Supersport es la decimonovena temporada del Campeonato Mundial de Supersport, pero la vigesimoprimera teniendo en cuenta las dos celebradas bajo el nombre de Serie Mundial de Supersport.

## Calendario y resultados
| 1  | Australia    | Circuito de Phillip Island            | 26 de febrero    | P. J. Jacobsen      | P. J. Jacobsen      | Roberto Rolfo       | Team Factory Vamag                |
| 2  | Tailandia    | Chang International Circuit           | 12 de marzo      | Jules Cluzel        | Christian Gamarino  | Federico Caricasulo | GRT Yamaha Official WorldSSP Team |
| 3  | España       | Motorland Aragón                      | 2 de abril       | P. J. Jacobsen      | Michael Canducci    | Lucas Mahias        | GRT Yamaha Official WorldSSP Team |
| 4  | Países Bajos | TT Circuit Assen                      | 30 de abril      | Kenan Sofuoğlu      | Kenan Sofuoğlu      | Kenan Sofuoğlu      | Kawasaki Puccetti Racing          |
| 5  | Italia       | Autodromo Enzo e Dino Ferrari         | 14 de mayo       | P. J. Jacobsen      | Lucas Mahias        | Kenan Sofuoğlu      | Kawasaki Puccetti Racing          |
| 6  | Reino Unido  | Donington Park                        | 28 de mayo       | Kenan Sofuoğlu      | Jules Cluzel        | Kenan Sofuoğlu      | Kawasaki Puccetti Racing          |
| 7  | Italia       | Misano World Circuit Marco Simoncelli | 18 de junio      | Kenan Sofuoğlu      | Kenan Sofuoğlu      | Kenan Sofuoğlu      | Kawasaki Puccetti Racing          |
| 8  | Alemania     | EuroSpeedway Lausitz                  | 20 de agosto     | Sheridan Morais     | Lucas Mahias        | Sheridan Morais     | Kallio Racing                     |
| 9  | Portugal     | Autódromo Internacional do Algarve    | 17 de septiembre | Kenan Sofuoğlu      | Jules Cluzel        | Kenan Sofuoğlu      | Kawasaki Puccetti Racing          |
| 10 | Francia      | Circuit de Nevers Magny-Cours         | 1 de octubre     | Niki Tuuli          | Federico Caricasulo | Niki Tuuli          | Kallio Racing                     |
| 11 | España       | Circuito de Jerez                     | 22 de octubre    | Federico Caricasulo | Federico Caricasulo | Federico Caricasulo | GRT Yamaha Official WorldSSP Team |
| 12 | Catar        | Losail International Circuit          | 4 de noviembre   | Lucas Mahias        | Kenan Sofuoğlu      | Lucas Mahias        | GRT Yamaha Official WorldSSP Team |

## Pilotos y equipos
| Parrilla 2017                                            | Parrilla 2017 | Parrilla 2017       | Parrilla 2017 | Parrilla 2017         | Parrilla 2017 |
| Equipo                                                   | Constructor   | Moto                | No.           | Piloto                | Rondas        |
| -------------------------------------------------------- | ------------- | ------------------- | ------------- | --------------------- | ------------- |
| Kawasaki Puccetti Racing                                 | Kawasaki      | Kawasaki ZX-6R      | 1             | Kenan Sofuoğlu        | 3–10, 12      |
| Kawasaki Puccetti Racing                                 | Kawasaki      | Kawasaki ZX-6R      | 5             | Axel Bassani          | 11            |
| Kawasaki Puccetti Racing                                 | Kawasaki      | Kawasaki ZX-6R      | 13            | Anthony West          | 11–12         |
| Kawasaki Puccetti Racing                                 | Kawasaki      | Kawasaki ZX-6R      | 77            | Kyle Ryde             | 1–10          |
| Kawasaki Puccetti Racing                                 | Kawasaki      | Kawasaki ZX-6R      | 100           | Thitipong Warokorn    | 2             |
| Kawasaki Puccetti Racing                                 | Kawasaki      | Kawasaki ZX-6R      | 104           | Ken Eguchi            | 8             |
| Yohann Moto Sport                                        | Suzuki        | Suzuki GSX-R600     | 2             | Cédric Tangre         | 10            |
| Team Kawasaki Go Eleven                                  | Kawasaki      | Kawasaki ZX-6R      | 4             | Gino Rea              | Todas         |
| Team Kawasaki Go Eleven                                  | Kawasaki      | Kawasaki ZX-6R      | 26            | Kazuki Watanabe       | Todas         |
| Puccetti Racing Junior Team FMI 3570 Puccetti Racing FMI | Kawasaki      | Kawasaki ZX-6R      | 5             | Axel Bassani          | 7             |
| Puccetti Racing Junior Team FMI 3570 Puccetti Racing FMI | Kawasaki      | Kawasaki ZX-6R      | 65            | Michael Canducci      | 1–6, 8–12     |
| Race Department ATK#25                                   | MV Agusta     | MV Agusta F3 675    | 7             | Davide Pizzoli        | 1–5           |
| Race Department ATK#25                                   | MV Agusta     | MV Agusta F3 675    | 25            | Alex Baldolini        | 1–2, 5–9      |
| Race Department ATK#25                                   | MV Agusta     | MV Agusta F3 675    | 69            | Xavier Cardelús       | 3, 6, 8       |
| Race Department ATK#25                                   | Yamaha        | Yamaha YZF-R6       | 25            | Alex Baldolini        | 10–12         |
| Race Department ATK#25                                   | Yamaha        | Yamaha YZF-R6       | 69            | Xavier Cardelús       | 11–12         |
| Race Department ATK#25                                   | Yamaha        | Yamaha YZF-R6       | 84            | Loris Cresson         | 7             |
| Orelac Racing VerdNatura                                 | Kawasaki      | Kawasaki ZX-6R      | 10            | Nacho Calero          | Todas         |
| Orelac Racing VerdNatura                                 | Kawasaki      | Kawasaki ZX-6R      | 63            | Zulfahmi Khairuddin   | Todas         |
| Bardahl Evan Bros. Honda Racing                          | Honda         | Honda CBR600RR      | 11            | Christian Gamarino    | Todas         |
| West Racing EAB West Racing                              | Yamaha        | Yamaha YZF-R6       | 13            | Anthony West          | 1, 3–8        |
| Profile Racing                                           | Triumph       | Triumph Daytona 675 | 14            | Jack Kennedy          | 5–6           |
| Profile Racing                                           | Triumph       | Triumph Daytona 675 | 35            | Stefan Hill           | 1–4, 7–12     |
| Profile Racing                                           | Triumph       | Triumph Daytona 675 | 81            | Luke Stapleford       | Todas         |
| CIA Landlord Insurance Honda                             | Honda         | Honda CBR600RR      | 16            | Jules Cluzel          | Todas         |
| CIA Landlord Insurance Honda                             | Honda         | Honda CBR600RR      | 70            | Robin Mulhauser       | 1–7           |
| CIA Landlord Insurance Honda                             | Honda         | Honda CBR600RR      | 71            | Christoffer Bergman   | 8–12          |
| CIA Landlord Insurance Honda                             | Honda         | Honda CBR600RR      | 78            | Hikari Okubo          | Todas         |
| DS Junior Team                                           | Kawasaki      | Kawasaki ZX-6R      | 17            | Miquel Pons           | 11            |
| Euro Twins Brisbane                                      | Triumph       | Triumph Daytona 675 | 22            | Matt Edwards          | 1             |
| MVR Racing                                               | Yamaha        | Yamaha YZF-R6       | 23            | Max Enderlein         | 9             |
| MVR Racing                                               | Yamaha        | Yamaha YZF-R6       | 88            | Kev Coghlan           | 11            |
| MVR Racing                                               | Yamaha        | Yamaha YZF-R6       | 147           | Marc Buchner          | 8             |
| Yamaha Thailand Racing Team                              | Yamaha        | Yamaha YZF-R6       | 24            | Decha Kraisart        | 2             |
| Yamaha Thailand Racing Team                              | Yamaha        | Yamaha YZF-R6       | 39            | Chalermpol Polamai    | 2             |
| Kallio Racing                                            | Yamaha        | Yamaha YZF-R6       | 32            | Sheridan Morais       | Todas         |
| Kallio Racing                                            | Yamaha        | Yamaha YZF-R6       | 66            | Niki Tuuli            | Todas         |
| MPB Racing                                               | Yamaha        | Yamaha YZF-R6       | 36            | Thomas Gradinger      | 8             |
| Halsall Racing Team                                      | Yamaha        | Yamaha YZF-R6       | 40            | Joe Francis           | 6             |
| Gemar Team Lorini                                        | Honda         | Honda CBR600RR      | 41            | Aiden Wagner          | 1–4           |
| Gemar Team Lorini                                        | Honda         | Honda CBR600RR      | 44            | Roberto Rolfo         | 10            |
| Gemar Team Lorini                                        | Honda         | Honda CBR600RR      | 48            | Giuseppe Scarcella    | 5–9, 11–12    |
| Gemar Team Lorini                                        | Honda         | Honda CBR600RR      | 111           | Kyle Smith            | Todas         |
| Stef Racing Team                                         | Yamaha        | Yamaha YZF-R6       | 42            | Stéphane Frossard     | 10            |
| Team Factory Vamag                                       | MV Agusta     | MV Agusta F3 675    | 44            | Roberto Rolfo         | 1–7           |
| Team Factory Vamag                                       | MV Agusta     | MV Agusta F3 675    | 87            | Lorenzo Zanetti       | 8–12          |
| Team Factory Vamag                                       | MV Agusta     | MV Agusta F3 675    | 163           | Davide Stirpe         | 7             |
| Team Green Speed                                         | Kawasaki      | Kawasaki ZX-6R      | 52            | Marco Malone          | 5             |
| Team SWPN                                                | Yamaha        | Yamaha YZF-R6       | 62            | Vasco van der Valk    | 4             |
| GRT Yamaha Official WorldSSP Team                        | Yamaha        | Yamaha YZF-R6       | 64            | Federico Caricasulo   | Todas         |
| GRT Yamaha Official WorldSSP Team                        | Yamaha        | Yamaha YZF-R6       | 144           | Lucas Mahias          | Todas         |
| Team Vueffe Corse                                        | Honda         | Honda CBR600RR      | 82            | Lorenzo Cipiciani     | 7             |
| Response RE Racing                                       | Kawasaki      | Kawasaki ZX-6R      | 83            | Lachlan Epis          | Todas         |
| SC Racing–RPM84                                          | Yamaha        | Yamaha YZF-R6       | 84            | Loris Cresson         | 3, 5          |
| EHA Racing Jewsons Yamaha                                | Yamaha        | Yamaha YZF-R6       | 95            | David Allingham       | 6             |
| DR7 AMR                                                  | Kawasaki      | Kawasaki ZX-6R      | 97            | Martín Scheib         | 11            |
| MV Agusta Reparto Corse                                  | MV Agusta     | MV Agusta F3 675    | 99            | P. J. Jacobsen        | Todas         |
| QMMF Racing                                              | Kawasaki      | Kawasaki ZX-6R      | 112           | Saeed Al Sulaiti      | 12            |
| QMMF Racing                                              | Kawasaki      | Kawasaki ZX-6R      | 195           | Mashel Al Naimi       | 12            |
| SCS Racing Team                                          | Kawasaki      | Kawasaki ZX-6R      | 122           | Daniele Corradi       | 5             |
| Qatar National Team                                      | Kawasaki      | Kawasaki ZX-6R      | 177           | Nasser Al Malki       | 3             |
| Pilotos Copa Europea de Supersport FIM                   |               |                     |               |                       |               |
| RSV Phoenix Suzuki Phoenix Suzuki Racing                 | Suzuki        | Suzuki GSX-R600     | 9             | Connor London         | 3–5, 7        |
| RSV Phoenix Suzuki Phoenix Suzuki Racing                 | Suzuki        | Suzuki GSX-R600     | 73            | Jacopo Cretaro        | 3–7           |
| WILSport Racedays                                        | Honda         | Honda CBR600RR      | 38            | Hannes Soomer         | 3–11          |
| Team Hartog – Jenik – Against Cancer                     | Kawasaki      | Kawasaki ZX-6R      | 47            | Rob Hartog            | 3–11          |
| SSP Hungary by Pedercini Racing                          | Kawasaki      | Kawasaki ZX-6R      | 56            | Péter Sebestyén       | 3–11          |
| MV Agusta Reparto Corse                                  | MV Agusta     | MV Agusta F3 675    | 61            | Alessandro Zaccone    | 3–11          |
| MVR Racing                                               | Yamaha        | Yamaha YZF-R6       | 74            | Jaimie van Sikkelerus | 3–11          |
| CIA Landlord Insurance Honda                             | Honda         | Honda CBR600RR      | 92            | Hiromichi Kunikawa    | 3–7           |

| Leyenda             | Leyenda |
| ------------------- | ------- |
| Piloto Titular      |         |
| Piloto Invitado     |         |
| Piloto de reemplazo |         |

- Todos los pilotos usan neumáticos Pirelli.

## Estadísticas

### Clasificación de Pilotos
| Pos. | Piloto                | Moto      | PHI | CHA | ARA | ASS | IMO | DON | MIS | LAU | POR | MAG | JER | LOS | Pts |
| ---- | --------------------- | --------- | --- | --- | --- | --- | --- | --- | --- | --- | --- | --- | --- | --- | --- |
| 1    | Lucas Mahias          | Yamaha    | 2   | Ret | 1   | 2   | 2   | 2   | Ret | 3   | 2   | 4   | 5   | 1   | 190 |
| 2    | Kenan Sofuoğlu        | Kawasaki  |     |     | Ret | 1   | 1   | 1   | 1   | 2   | 1   | DNS |     | 3   | 161 |
| 3    | Jules Cluzel          | Honda     | Ret | Ret | 4   | 3   | 6   | 3   | 2   | 4   | 3   | 5   | 2   | 2   | 155 |
| 4    | Sheridan Morais       | Yamaha    | 11  | 7   | 2   | 5   | 4   | 6   | 8   | 1   | 4   | 8   | 6   | 7   | 141 |
| 5    | Federico Caricasulo   | Yamaha    | Ret | 1   | Ret | 6   | Ret | Ret | 3   | Ret | 7   | 2   | 1   | 4   | 118 |
| 6    | P. J. Jacobsen        | MV Agusta | 6   | Ret | 3   | 4   | 3   | Ret | 4   | Ret | 5   | 3   | 4   | Ret | 108 |
| 7    | Niki Tuuli            | Yamaha    | 5   | 3   | Ret | 16  | Ret | 24  | Ret | 5   | Ret | 1   | 7   | 6   | 82  |
| 8    | Anthony West          | Yamaha    | 3   |     | DNS | 14  | 11  | 7   | 10  | 8   |     |     |     |     | 73  |
| 8    | Anthony West          | Kawasaki  |     |     |     |     |     |     |     |     |     |     | 3   | 5   | 73  |
| 9    | Kyle Smith            | Honda     | Ret | DSQ | 16  | 11  | 5   | 8   | 5   | 7   | Ret | 9   | Ret | 10  | 57  |
| 10   | Luke Stapleford       | Triumph   | Ret | DNS | 10  | 8   | 13  | 4   | Ret | 10  | 11  | 10  | 18  | 8   | 55  |
| 11   | Christian Gamarino    | Honda     | Ret | Ret | 7   | 9   | 7   | Ret | Ret | 12  | 6   | 15  | 10  | 12  | 50  |
| 12   | Roberto Rolfo         | MV Agusta | 1   | 11  | 6   | 15  | Ret | 14  | 18  |     |     |     |     |     | 43  |
| 12   | Roberto Rolfo         | Honda     |     |     |     |     |     |     |     |     |     | Ret |     |     | 43  |
| 13   | Kyle Ryde             | Kawasaki  | 4   | 5   | 8   | 12  | Ret | 11  | 14  | 16  | Ret | 22  |     |     | 43  |
| 14   | Michael Canducci      | Kawasaki  | 14  | Ret | 5   | 7   | 14  | 17  |     | 15  | 13  | 7   | 11  | Ret | 42  |
| 15   | Hikari Okubo          | Honda     | DNS | 6   | 11  | 21  | 9   | 9   | 15  | 23  | 12  | 11  | 13  | Ret | 42  |
| 16   | Lorenzo Zanetti       | MV Agusta |     |     |     |     |     |     |     | 6   | 8   | 6   | 17  | 11  | 33  |
| 17   | Gino Rea              | Kawasaki  | Ret | DSQ | Ret | 17  | 15  | 12  | 6   | Ret | 14  | Ret | 9   | 9   | 31  |
| 18   | Hannes Soomer         | Honda     |     |     | 9   | 13  | 16  | 13  | 9   | 13  | 15  | 13  | 15  |     | 28  |
| 19   | Rob Hartog            | Kawasaki  |     |     | 12  | 10  | 17  | 19  | 13  | Ret | 10  | 17  | 8   |     | 27  |
| 20   | Kazuki Watanabe       | Kawasaki  | 8   | 9   | 15  | Ret | Ret | 15  | 12  | 20  | Ret | Ret | 22  | Ret | 21  |
| 21   | Decha Kraisart        | Yamaha    |     | 2   |     |     |     |     |     |     |     |     |     |     | 20  |
| 22   | Aiden Wagner          | Honda     | 7   | 8   | 17  | DNS |     |     |     |     |     |     |     |     | 17  |
| 23   | Alessandro Zaccone    | MV Agusta |     |     | Ret | 18  | 10  | Ret | 11  | 14  | Ret | Ret | 12  |     | 17  |
| 24   | Christoffer Bergman   | Honda     |     |     |     |     |     |     |     | 11  | 9   | 12  | 16  | 16  | 16  |
| 25   | Jack Kennedy          | Triumph   |     |     |     |     | 12  | 5   |     |     |     |     |     |     | 15  |
| 26   | Thitipong Warokorn    | Kawasaki  |     | 4   |     |     |     |     |     |     |     |     |     |     | 13  |
| 27   | Axel Bassani          | Kawasaki  |     |     |     |     |     |     | 7   |     |     |     | 14  |     | 11  |
| 28   | Nacho Calero          | Kawasaki  | 9   | 13  | 18  | 19  | 21  | 22  | 16  | 18  | Ret | Ret | Ret | 17  | 10  |
| 29   | Lachlan Epis          | Kawasaki  | 10  | 12  | 20  | Ret | 19  | 23  | Ret | 21  | Ret | 24  | 24  | 18  | 10  |
| 30   | Loris Cresson         | Yamaha    |     |     | Ret |     | 8   |     | Ret |     |     |     |     |     | 8   |
| 31   | Alex Baldolini        | MV Agusta | 13  | DNS |     |     | Ret | 16  | DNS | Ret | DNS |     |     |     | 8   |
| 31   | Alex Baldolini        | Yamaha    |     |     |     |     |     |     |     |     |     | 14  | Ret | 13  | 8   |
| 32   | Thomas Gradinger      | Yamaha    |     |     |     |     |     |     |     | 9   |     |     |     |     | 7   |
| 33   | Joe Francis           | Yamaha    |     |     |     |     |     | 10  |     |     |     |     |     |     | 6   |
| 34   | Robin Mulhauser       | Honda     | Ret | 10  | Ret | 20  | 18  | 18  | Ret |     |     |     |     |     | 6   |
| 35   | Zulfahmi Khairuddin   | Kawasaki  | 12  | Ret | 14  | Ret | Ret | 20  | Ret | 19  | 17  | 19  | 19  | 19  | 6   |
| 36   | Xavier Cardelús       | MV Agusta |     |     | 13  |     |     | Ret |     | DNS |     |     |     |     | 5   |
| 36   | Xavier Cardelús       | Yamaha    |     |     |     |     |     |     |     |     |     |     | 23  | 14  | 5   |
| 37   | Davide Pizzoli        | MV Agusta | Ret | 14  | DNS | Ret | Ret |     |     |     |     |     |     |     | 2   |
| 38   | Stefan Hill           | Triumph   | Ret | DNS | 21  | Ret |     |     | 23  | 25  | Ret | 18  | Ret | 15  | 1   |
|      | Cédric Tangre         | Suzuki    |     |     |     |     |     |     |     |     |     | 16  |     |     | 0   |
|      | Péter Sebestyén       | Kawasaki  |     |     | 19  | 24  | 23  | 25  | 17  | 17  | 16  | 21  | Ret |     | 0   |
|      | Jaimie van Sikkelerus | Yamaha    |     |     | 24  | 23  | Ret | 21  | 20  | 22  | 18  | 20  | 21  |     | 0   |
|      | Jacopo Cretaro        | Suzuki    |     |     | 22  | Ret | 22  | DNS | 19  |     |     |     |     |     | 0   |
|      | Miquel Pons           | Kawasaki  |     |     |     |     |     |     |     |     |     |     | 20  |     | 0   |
|      | Hiromichi Kunikawa    | Honda     |     |     | 23  | Ret | 20  | 26  | 21  |     |     |     |     |     | 0   |
|      | Lorenzo Cipiciani     | Honda     |     |     |     |     |     |     | 22  |     |     |     |     |     | 0   |
|      | Vasco van der Valk    | Yamaha    |     |     |     | 22  |     |     |     |     |     |     |     |     | 0   |
|      | Stéphane Frossard     | Yamaha    |     |     |     |     |     |     |     |     |     | 23  |     |     | 0   |
|      | Ken Eguchi            | Kawasaki  |     |     |     |     |     |     |     | 24  |     |     |     |     | 0   |
|      | Connor London         | Suzuki    |     |     | 26  | 25  | 25  |     | 24  |     |     |     |     |     | 0   |
|      | Giuseppe Scarcella    | Honda     |     |     |     |     | 24  | 27  | Ret | 26  | Ret |     | 25  | Ret | 0   |
|      | Nasser Al Malki       | Kawasaki  |     |     | 25  |     |     |     |     |     |     |     |     |     | 0   |
|      | Mashel Al Naimi       | Kawasaki  |     |     |     |     |     |     |     |     |     |     |     | Ret | 0   |
|      | Saeed Al Sulaiti      | Kawasaki  |     |     |     |     |     |     |     |     |     |     |     | Ret | 0   |
|      | Martín Scheib         | Kawasaki  |     |     |     |     |     |     |     |     |     |     | Ret |     | 0   |
|      | Max Enderlein         | Yamaha    |     |     |     |     |     |     |     |     | Ret |     |     |     | 0   |
|      | Marc Buchner          | Yamaha    |     |     |     |     |     |     |     | Ret |     |     |     |     | 0   |
|      | Davide Stirpe         | MV Agusta |     |     |     |     |     |     | Ret |     |     |     |     |     | 0   |
|      | David Allingham       | Yamaha    |     |     |     |     |     | Ret |     |     |     |     |     |     | 0   |
|      | Marco Malone          | Kawasaki  |     |     |     |     | Ret |     |     |     |     |     |     |     | 0   |
|      | Daniele Corradi       | Kawasaki  |     |     |     |     | Ret |     |     |     |     |     |     |     | 0   |
|      | Chalermpol Polamai    | Yamaha    |     | Ret |     |     |     |     |     |     |     |     |     |     | 0   |
|      | Kev Coghlan           | Yamaha    |     |     |     |     |     |     |     |     |     |     | DNS |     | 0   |
|      | Matt Edwards          | Triumph   | DNQ |     |     |     |     |     |     |     |     |     |     |     | 0   |
| Pos. | Piloto                | Moto      | PHI | CHA | ARA | ASS | IMO | DON | MIS | LAU | POR | MAG | JER | LOS | Pts |

| Color     | Resultado                                                               |
| --------- | ----------------------------------------------------------------------- |
| Oro       | Ganador                                                                 |
| Plata     | 2.ª plaza                                                               |
| Bronce    | 3.ª plaza                                                               |
| Verde     | Finalizó en los puntos                                                  |
| Azul      | Finalizó sin puntos                                                     |
| Azul      | NC - No clasificado                                                     |
| Violeta   | Ret - No terminó (Carrera)                                              |
| Rojo      | DNQ - No se clasificó                                                   |
| Negro     | DSQ - Descalificado                                                     |
| Blanco    | DNS - No empezó (carrera)                                               |
| Blanco    | WD - Retirado (fin de semana)                                           |
| Blanco    | C - Carrera cancelada                                                   |
| Sin color | DNP - Inscrito pero no participó                                        |
| Sin color | INJ - Lesionado                                                         |
| Sin color | EX - Excluido                                                           |
| Estado    | Resultado                                                               |
| Negrita   | Pole position                                                           |
| Cursiva   | Vuelta rápida                                                           |
| †         | Abandona, pero clasifica al completar el porcentaje requerido para ello |

### Clasificación de constructores
| Pos. | Constructor | PHI | CHA | ARA | ASS | IMO | DON | MIS | LAU | POR | MAG | JER | LOS | Pts |
| ---- | ----------- | --- | --- | --- | --- | --- | --- | --- | --- | --- | --- | --- | --- | --- |
| 1    | Yamaha      | 2   | 1   | 1   | 2   | 2   | 2   | 3   | 1   | 2   | 1   | 1   | 1   | 267 |
| 2    | Kawasaki    | 4   | 4   | 5   | 1   | 1   | 1   | 1   | 2   | 1   | 7   | 3   | 3   | 223 |
| 3    | Honda       | 7   | 6   | 4   | 3   | 5   | 3   | 2   | 4   | 3   | 5   | 2   | 2   | 175 |
| 4    | MV Agusta   | 1   | 11  | 3   | 4   | 3   | 14  | 4   | 6   | 5   | 3   | 4   | 11  | 145 |
| 5    | Triumph     | Ret | DNS | 10  | 8   | 12  | 4   | 23  | 10  | 11  | 10  | 18  | 8   | 56  |
|      | Suzuki      |     |     | 22  | 25  | 22  | DNS | 19  |     |     | 16  |     |     | 0   |
| Pos. | Constructor | PHI | CHA | ARA | ASS | IMO | DON | MIS | LAU | POR | MAG | JER | LOS | Pts |